# 卡爾萬德山
47°2′48″N 11°19′9″E / 47.04667°N 11.31917°E

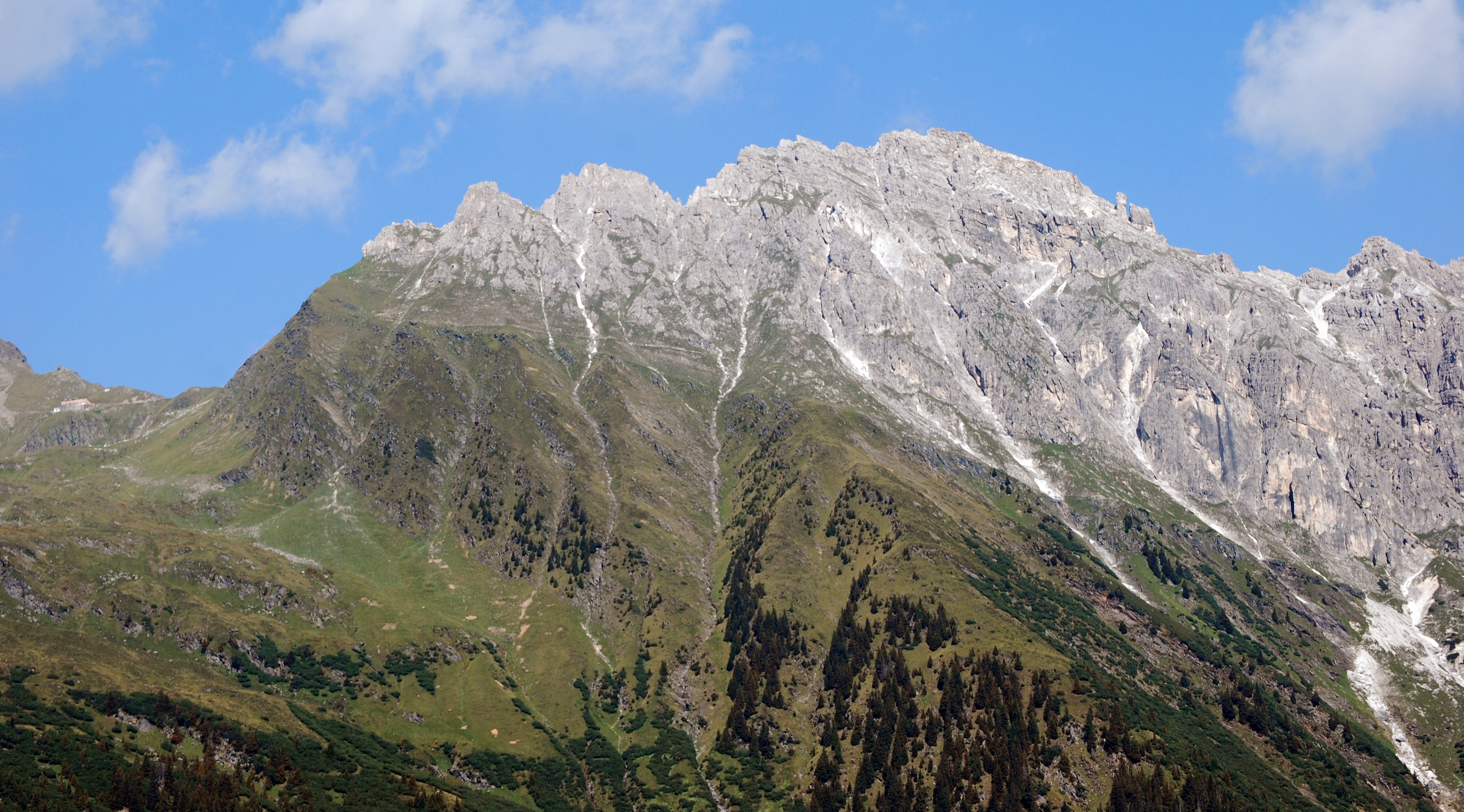

卡爾萬德山（德語：Kalkwand），是奧地利的山峰，位於該國西部，由蒂羅爾州負責管轄，屬於斯圖拜阿爾卑斯山脈的一部分，該山峰海拔高度2,564米。